# Giennadij Ułanow
Giennadij Iwanowicz Ułanow (ros. Генна́дий Ива́нович Ула́нов, ur. 7 listopada 1929 we wsi Fiedotowo w guberni gorkowskiej, zm. 23 września 2018 w Kałudze) – radziecki polityk, I sekretarz Komitetu Obwodowego KPZR w Kałudze (1983–1990), zastępca członka KC KPZR (1983–1990).
1952 ukończył Gorkowski Instytut Politechniczny, później zaocznie Wyższą Szkołę Partyjną przy KC KPZR, od 1956 w KPZR. Od 1961 funkcjonariusz partyjny, m.in. kierownik wydziału, sekretarz (od 1976) i II sekretarz Komitetu Obwodowego KPZR w Kałudze. Od 9 grudnia 1983 do 27 lutego 1990 I sekretarz Komitetu Obwodowego KPZR w Kałudze. Deputowany do Rady Najwyższej ZSRR 11 kadencji. Odznaczony trzema Orderami Czerwonego Sztandaru Pracy i Orderem Przyjaźni Narodów.